# Slap ob Idrijci
Slap ob Idrijci je naselje v Občini Tolmin. Je razpotegnjen kraj. Od Tolmina je oddaljen približno 12 km. Ime je dobil po slapu, ki je padal z Vrat v dolino reke Idrijce in se je z leti izsušil. Slap ob Idrijci je posebej znan kot rojstni kraj slovenskega pisatelja Cirila Kosmača. Ta je večino svojega življenja preživel izven domačega kraja, vendar mu je posvetil skoraj ves svoj pisateljski opus. V tem kraju je kar nekaj znamenitosti, med njimi tudi štiri kraške jame v Žlebeh - dve vodni in dve suhi - ter rojstna hiša Cirila Kosmača, Kulturni dom Cirila Kosmača in KUP (Kosmačeva učna pot). Med zanimivostmi najdemo tudi ohranjen obrambni okop gradišča iz antičnih časov.

## Zgodovina
Slap ob Idrijci je prvič omenjen v urbarju iz leta 1337 kot “Villa de Slapo”. Kjer je bil pred leti slap se v Idrijco izliva več potokov in močnih studencev. Zato je bilo nekoč v vasi veliko mlinov in žag. Ostanki nekaterih objektov so še vidni.